# Orden de los Celestinos
La Orden de los Celestinos (oficialmente en latín: Ordo Coelestinorum) fue una Orden religiosa católica de clausura monástica fundada por Pedro de Murrone en 1254. El nombre deriva del de su fundador en 1294 después de su elección al papado con el nombre de Celestino V. Esta orden se deriva de la Orden de San Benito, fundada a principios del siglo VI. A los monjes de esta orden religiosa se les conocía como celestinos o murronenses y sus siglas eran O.S.B.Coel.

## Historia

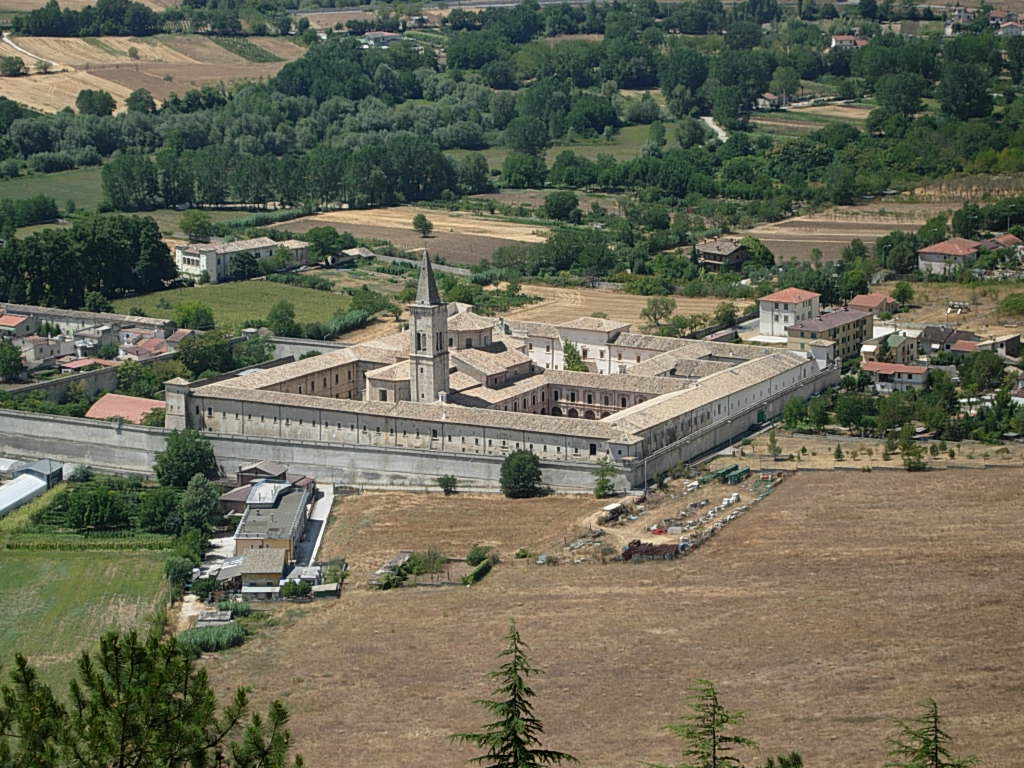
La abadía celestina del Espíritu Santo de Morrone, en Sulmona, Italia.

El monje benedictino desde 1230 y sacerdote en 1239, Pedro de Murrone escogió siempre la vida ermitaña y prefería transcurrir su tiempo en las ermitas en Abruzzo de Majella. Su figura atrajo rápidamente a numerosos discípulos: así surge una nueva comunidad con sede en la ermita del Santo Espíritu en "Maiella di Roccamorice" (Pescara).
La regla de la congregación (originalmente llamada "los Hermanos del Espíritu Santo") fue aprobada por el papa Urbano IV, con la bula papal de 1 de junio de 1263. Con el mismo documento, el pontífice autorizó a la comunidad para que fuera incorporada a la Orden de San Benito.
La congregación de los Celestinos se extendió rápidamente, especialmente en Italia (con 96 de abadías y conventos) y Francia (21 casas), donde fue presentado por Felipe el Hermoso, especialmente para celebrar la figura de Celestino V, considerado una víctima de Bonifacio VIII. Si bien el fundador no había pensado en una rama femenina, con el tiempo, algunos monasterios de monjas benedictinas se unieron a la rama celestina, dando origen a las Benedictinas celestinas.
Los pocos asentamientos Celestinos fundados en Alemania, desaparecieron en el momento de la Reforma protestante. Los monasterios franceses fueron suprimidos en tiempos de la Revolución, mientras que los de Italia lo fueron entre 1807 y 1810. Para esta última fecha no quedaba ningún monasterio de la rama masculina en el mundo.